# Тимофеевка (Берёзкинское сельское поселение)
Тимофеевка — деревня в Высокогорском районе Татарстана. Входит в состав Берёзкинского сельского поселения.

## География
Находится в северо-западной части Татарстана на расстоянии приблизительно 10 км на север по прямой от районного центра поселка Высокая Гора.

## История
Основана во второй половине XVII века, упоминалась также как Маматово, Енгильдеевский Починок. Современное название с 1940-х годов.

## Население
Постоянных жителей было: 1782 — 49 душ мужского пола, в 1859—190, в 1897—201, в 1908—184, в 1920—194, в 1958—106, в 1970 — 60, в 1989 — 25, 15 в 2002 году (русские 87 %), 9 в 2010.